# Крёппельсхаген-Фарендорф
Крёппельсхаген-Фарендорф (нем. Kröppelshagen-Fahrendorf) — община в Германии, в земле Шлезвиг-Гольштейн.
Входит в состав района Герцогство Лауэнбург. Подчиняется управлению Хоэ Эльбгест. Население составляет 1116 человек (на 31 декабря 2010 года). Занимает площадь 8,37 км².